# Mohéli Csillagrendje
Mohéli Csillagrendje, franciául: Ordre de l'Étoile de Mohéli, egy 1851-ben alapított és 2003-ban újra bevezetett állami kitüntetés Mohelin, a Comore-szigeteki Unió autonóm szigetén.

## Története

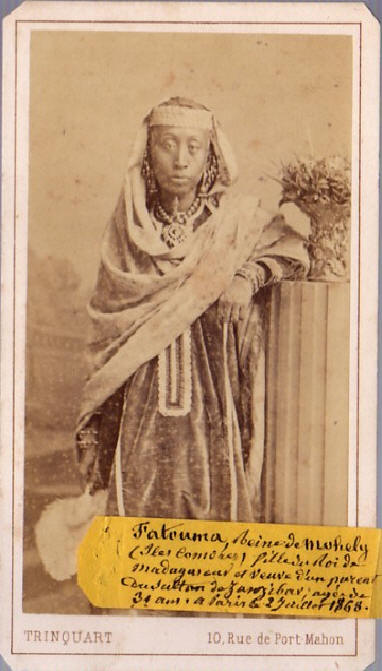
Dzsombe Szudi Fatima szultána

1851-ben Dzsombe Szudi Fatima szultána, a Mohéli Szultánság uralkodója megalapította a Mohéli Csillagarendje (Ordre de l'Étoile de Mohéli) állami kitüntetést, amely 1902-ig volt érvényben, mikor Dzsombe Szudi lányát, Szalima Masamba szultána-királynőt a férjével, Camille Paule francia csendőrrel együtt véglegesen Franciaországba telepítették, bár az uralkodónő névlegesen még hét évig kormányozta a szigeten francia rezidensek közreműködésével.

## Napjainkban
A kitüntetést 2003-ban újra bevezették, amikor Mohéli a Comore-szigeteki Unió autonóm területévé vált. Mohéli Csillagrendjének nagymestere Mohéli autonóm terület elnöke, Said Mohamed Fazul lett, míg a kancellárja Mohéli utolsó uralkodójának, Szalima Masamba szultána-királynőnek az unokája, Anne Etter.
A Mohéli Csillagrendben három rang (lovag, tiszt, parancsnok) és két méltóság (főtiszt, nagykeresztes) van.

lovag (Chevalier)
tiszt (Officier)
parancsnok ('Commandeur)
főtiszt (Grand Officier)
nagykeresztes (Grand-Croix)